# FSO Syrena

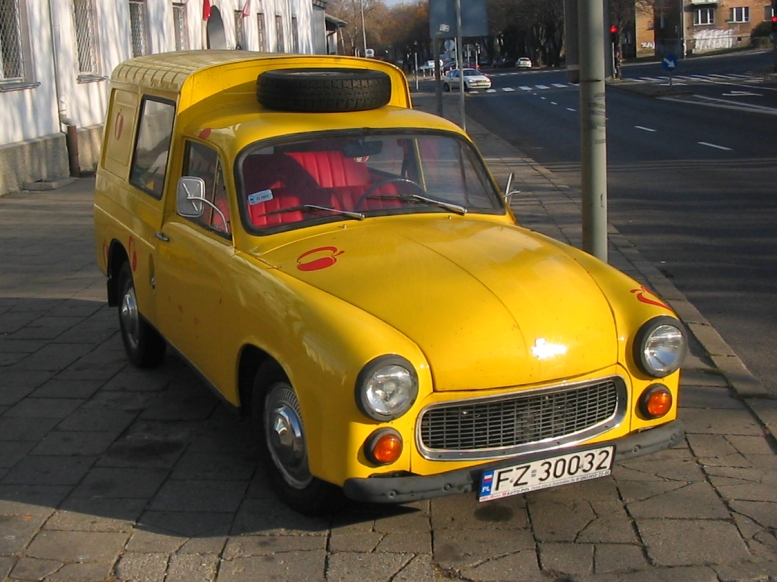
Syrena Bosto

Syrena var en bilmodell från FSO i Polen. År 1953 fick Fabryka Samochodów Osobowych (FSO) i uppdrag av den polska regeringen att konstruera en billig bil. För att minimera kostnaderna användes så många delar som möjligt från bilmodellen FSO Warszawa.
Syrena fanns i flera olika modeller 100, 101, 102, 103, 104 och den mest populära 105. Alla var tvådörrars sedaner med tvåtaktsmotor. Det fanns också en skåpbil Syrena Bosto och en pick-up R20. En sportbil Syrena Sport och en modern småbil Syrena 110 från 1966 fanns bara som prototyper.
På grund av sitt fula utseende som liknade en fiskkonservburk kallades bilen "Sardynka" (sardin) i folkmun.